# Чемпионат мира по дзюдо 2018
32-й чемпионат мира по дзюдо проходил с 20 по 27 сентября 2018 года в столице Азербайджана Баку. Соревнования проводились в зале Национальной гимнастической арены. В соревнованиях принимали участие 800 спортсменов (491 мужчина и 309 женщин) из 129 государств.

## Призовой фонд
Призовой фонд составил 800 тыс. евро для личного зачёта:
- Золото — 20.800 евро спортсмену и 5.200 евро тренеру;
- Серебро — 12.000 евро спортсмену и 3.000 евро тренеру;
- Бронза — 6.400 евро спортсмену и 1.600 евро тренеру.

Для командного первенства призовой фонд составил 200.000 тыс. евро:
- Золото — 72.000 евро спортсменам и 18.000 евро тренерам;
- Серебро — 48.000 евро спортсменам и 12.000 евро тренерам;
- Бронза — 20.000 евро спортсменам и 5.000 евро тренерам.

## Расписание соревнований
Дано местное время (UTC+4).
| Дата        | Время               | Категория                        |
| ----------- | ------------------- | -------------------------------- |
| 20 сентября | 10:00 Финал — 16:00 | Мужчины, до 60 кг                |
| 20 сентября | 10:00 Финал — 16:00 | Женщины, до 48 кг                |
| 21 сентября | 10:00 Финал — 16:00 | Мужчины, до 66 кг                |
| 21 сентября | 10:00 Финал — 16:00 | Женщины, до 52 кг                |
| 22 сентября | 10:00 Финал — 16:00 | Мужчины, до 73 кг                |
| 22 сентября | 10:00 Финал — 16:00 | Женщины, до 57 кг                |
| 23 сентября | 10:00 Финал — 16:00 | Мужчины, до 81 кг                |
| 23 сентября | 10:00 Финал — 16:00 | Женщины, до 63 кг                |
| 24 сентября | 10:00 Финал — 16:00 | Мужчины, до 90 кг                |
| 24 сентября | 10:00 Финал — 16:00 | Женщины, до 70 кг                |
| 25 сентября | 10:00 Финал — 16:00 | Мужчины, до 100 кг               |
| 25 сентября | 10:00 Финал — 16:00 | Женщины, до 78 кг                |
| 26 сентября | 10:00 Финал — 16:00 | Мужчины, свыше 100 кг            |
| 26 сентября | 10:00 Финал — 16:00 | Женщины, свыше 78 кг             |
| 27 сентября | 09:00               | Смешанные командные соревнования |

## Медалисты

### Мужчины
| Весовая категория | Золото                        | Серебро                    | Бронза                               |
| ----------------- | ----------------------------- | -------------------------- | ------------------------------------ |
| До 60 кг          | Наохиса Такато Япония         | Роберт Мшвидобадзе Россия  | Амиран Папинашвили Грузия            |
| До 60 кг          | Наохиса Такато Япония         | Роберт Мшвидобадзе Россия  | Рюдзю Нагаяма Япония                 |
| До 66 кг          | Хифуми Абэ Япония             | Ерлан Серикжанов Казахстан | Ан Ба Уль Республика Корея           |
| До 66 кг          | Хифуми Абэ Япония             | Ерлан Серикжанов Казахстан | Георгий Зантарая Украина             |
| До 73 кг          | Ан Чхаллим Республика Корея   | Соити Хасимото Япония      | Мохаммад Мохаммади Иран              |
| До 73 кг          | Ан Чхаллим Республика Корея   | Соити Хасимото Япония      | Хидаят Гейдаров Азербайджан          |
| До 81 кг          | Саид Моллаеи Иран             | Сотаро Фудзивара Япония    | Александр Вичерчак Германия          |
| До 81 кг          | Саид Моллаеи Иран             | Сотаро Фудзивара Япония    | Ведат Албайрак Турция                |
| До 90 кг          | Николоз Шеразадишвили Испания | Иван Фелипе Силва Куба     | Кэнта Нагасава Япония                |
| До 90 кг          | Николоз Шеразадишвили Испания | Иван Фелипе Силва Куба     | Аксель Клерже Франция                |
| До 100 кг         | Чо Гу Хам Республика Корея    | Варлам Липартелиани Грузия | Нияз Ильясов Россия                  |
| До 100 кг         | Чо Гу Хам Республика Корея    | Варлам Липартелиани Грузия | Лхагвасурэнгийн Отгонбаатар Монголия |
| Свыше 100 кг      | Гурам Тушишвили Грузия        | Ушанги Кокаури Азербайджан | Олзийбаярын Дурэнбаяр Монголия       |
| Свыше 100 кг      | Гурам Тушишвили Грузия        | Ушанги Кокаури Азербайджан | Хисаёси Харасава Япония              |

### Женщины
| Весовая категория | Золото                    | Серебро                          | Бронза                            |
| ----------------- | ------------------------- | -------------------------------- | --------------------------------- |
| До 48 кг          | Дарья Белодед Украина     | Фуна Тонаки Япония               | Паула Парето Аргентина            |
| До 48 кг          | Дарья Белодед Украина     | Фуна Тонаки Япония               | Галбадрахын Отгонцэцэг Казахстан  |
| До 52 кг          | Ута Абэ Япония            | Аи Сисимэ Япония                 | Эрика Миранда Бразилия            |
| До 52 кг          | Ута Абэ Япония            | Аи Сисимэ Япония                 | Амандин Бюшар Франция             |
| До 57 кг          | Цукаса Ёсида Япония       | Некода Смит-Дэвис Великобритания | Криста Дегучи Канада              |
| До 57 кг          | Цукаса Ёсида Япония       | Некода Смит-Дэвис Великобритания | Доржсурэнгийн Сумъяа Монголия     |
| До 63 кг          | Кларисс Агбеньену Франция | Мику Тасиро Япония               | Тина Трстеняк Словения            |
| До 63 кг          | Кларисс Агбеньену Франция | Мику Тасиро Япония               | Юул Франссен Нидерланды           |
| До 70 кг          | Тидзуру Араи Япония       | Мари-Ив Гайе Франция             | Ёко Оно Япония                    |
| До 70 кг          | Тидзуру Араи Япония       | Мари-Ив Гайе Франция             | Юри Альвеар Колумбия              |
| До 78 кг          | Сори Хамада Япония        | Гюше Стенхёйс Нидерланды         | Мархинде Веркерк Нидерланды       |
| До 78 кг          | Сори Хамада Япония        | Гюше Стенхёйс Нидерланды         | Александра Бабинцева Россия       |
| Свыше 78 кг       | Сара Асахина Япония       | Идалис Ортис Куба                | Лариса Церич Босния и Герцеговина |
| Свыше 78 кг       | Сара Асахина Япония       | Идалис Ортис Куба                | Кайра Сайит Турция                |

### Командное первенство
| Дисциплина           | Золото | Серебро | Бронза |
| -------------------- | --- | --- | --- |
| Командное первенство | Япония · Тидзуру Араи · Сара Асахина · Хисаёси Харасава · Соити Хасимото · Сёитиро Мукай · Кэнта Нагасава · Юсэи Огава · Ёко Оно · Акира Сонэ · Момо Тамаоки · Цукаса Ёсида · Арата Тацукава | Франция · Кларисс Агбеньену · Беньямин Аксюс · Гийом Шэн · Аксель Клерже · Орельен Дьесс · Мари-Ив Гайе · Присцилла Ньето · Александр Иддир · Сириль Маре · Элен Ресево · Анна Фатумата М’Беро · Одри Чёмео | Россия · Камила Бадурова · Ксения Чибисова · Анжела Гаспарян · Наталья Голомидова · Денис Ярцев · Михаил Игольников · Хусен Халмурзаев · Анастасия Конкина · Муса Могушков · Алёна Прокопенко · Инал Тасоев · Казбек Занкишиев |
| Командное первенство | Япония · Тидзуру Араи · Сара Асахина · Хисаёси Харасава · Соити Хасимото · Сёитиро Мукай · Кэнта Нагасава · Юсэи Огава · Ёко Оно · Акира Сонэ · Момо Тамаоки · Цукаса Ёсида · Арата Тацукава | Франция · Кларисс Агбеньену · Беньямин Аксюс · Гийом Шэн · Аксель Клерже · Орельен Дьесс · Мари-Ив Гайе · Присцилла Ньето · Александр Иддир · Сириль Маре · Элен Ресево · Анна Фатумата М’Беро · Одри Чёмео | Корея |

## Медальный зачёт
(Жирным выделено самое большое количество медалей в своей категории; принимающая страна также выделена)
| Общее количество медалей | Общее количество медалей | Общее количество медалей | Общее количество медалей | Общее количество медалей | Общее количество медалей |
| Место                    | Страна                   | Золото                   | Серебро                  | Бронза                   | Всего                    |
| ------------------------ | ------------------------ | ------------------------ | ------------------------ | ------------------------ | ------------------------ |
| 1                        | Япония                   | 8                        | 5                        | 4                        | 17                       |
| 2                        | Республика Корея         | 2                        | 0                        | 1                        | 3                        |
| 3                        | Франция                  | 1                        | 2                        | 2                        | 5                        |
| 4                        | Грузия                   | 1                        | 1                        | 1                        | 3                        |
| 5                        | Иран                     | 1                        | 0                        | 1                        | 2                        |
| 5                        | Украина                  | 1                        | 0                        | 1                        | 2                        |
| 7                        | Испания                  | 1                        | 0                        | 0                        | 1                        |
| 8                        | Куба                     | 0                        | 2                        | 0                        | 2                        |
| 9                        | Россия                   | 0                        | 1                        | 3                        | 4                        |
| 10                       | Нидерланды               | 0                        | 1                        | 2                        | 3                        |
| 11                       | Азербайджан              | 0                        | 1                        | 1                        | 2                        |
| 11                       | Казахстан                | 0                        | 1                        | 1                        | 2                        |
| 13                       | Великобритания           | 0                        | 1                        | 0                        | 1                        |
| 14                       | Монголия                 | 0                        | 0                        | 3                        | 3                        |
| 15                       | Турция                   | 0                        | 0                        | 2                        | 2                        |
| 16                       | Аргентина                | 0                        | 0                        | 1                        | 1                        |
| 16                       | Бразилия                 | 0                        | 0                        | 1                        | 1                        |
| 16                       | Босния и Герцеговина     | 0                        | 0                        | 1                        | 1                        |
| 16                       | Германия                 | 0                        | 0                        | 1                        | 1                        |
| 16                       | Канада                   | 0                        | 0                        | 1                        | 1                        |
| 16                       | Колумбия                 | 0                        | 0                        | 1                        | 1                        |
| 16                       | Корея                    | 0                        | 0                        | 1                        | 1                        |
| 16                       | Словения                 | 0                        | 0                        | 1                        | 1                        |
| Всего                    | Всего                    | 15                       | 15                       | 30                       | 60                       |